# Host (album)
Pour les articles homonymes, voir Host.
Albums de Paradise Lost
One Second
(1997)  Believe in Nothing
(2001)
Singles
1. So Much Is Lost
Sortie : 26 avril 1999
2. Permanent Solution
Sortie : 1999

Host est le septième album studio du groupe anglais Paradise Lost, sorti le 28 avril 1999 sur le label EMI et produit par Steve Lyon.

## Historique
L'album a été enregistré entre septembre 1998 et février 1999 dans la campagne anglaise dans deux manoirs, le Haremere Hall à Etchingham dans le Sussex de l'Est et le Great Lindford Manor dans le Buckinghamshire. Il sera mixé à Londres dans les Studios Matrix.
Cet album accentue encore le changement de direction musicale amorcé par le groupe dans leur album précédent, One Second. L'album est dominé par les claviers, synthétiseurs, samples et le son des guitares n'est plus saturé, ce qui donne à la musique un côté très « synthétique ». Antti J. Ravelin, chroniqueur sur le site AllMusic, fera un rapprochement entre la musique de Paradise Lost et celle du groupe anglais Depeche Mode dans sa critique de l'album. Lors des concerts qui suivront la sortie de l'album, Greg Mackintosh sera beaucoup plus présent derrière les claviers et un guitariste supplémentaire sera engagé.
Les deux singles, So Much Is Lost et Permanent Solution seront accompagnés par un clip vidéo.
L'album atteindra la 61e place des charts britanniques mais se classera dans le top 10 en Allemagne et Finlande.

## Liste des titres
- Tous les titres sont signés par Nick Holmes (paroles) et Gregor Mackintosh (musique)

1. So Much Is Lost - 4:17
2. Nothing Sacred - 4:02
3. In All Honesty - 4:01
4. Harbour - 4:23
5. Ordinary Days - 3:30
6. It's Too Late - 4:47
7. Permanent Solution - 3:17
8. Behind The Grey - 3:13
9. Wreck - 4:41
10. Made The Same - 3:33
11. Deep - 4:00
12. Year Of Summer - 4:17
13. Host - 5:12

## Musiciens
- Nick Holmes : chant
- Gregor Mackintosh : guitares, claviers, programmation
- Aaron Aedy : guitares, guitare lead sur "Year of the Summer"
- Steve Edmondson : basse
- Lee Morris : batterie, percussions

avec
- Leo Payne, Chris Tombling et Gini Ball : violon
- Susan Dench : viola
- Dinah Beamish et Audrey Riley : violoncelle
- Shereena Smith : chœurs

## Charts
| Pays        | Durée du classement | Meilleur classement |
| ----------- | ------------------- | ------------------- |
| Allemagne   | 8 semaines          | 4e                  |
| Autriche    | 4 semaines          | 33e                 |
| Finlande    | 5 semaines          | 7e                  |
| France      | 1 semaine           | 67e                 |
| Norvège     | 1 semaine           | 38e                 |
| Royaume-Uni | 1 semaine           | 61e                 |
| Suède       | 2 semaines          | 19e                 |